# New York City Hall
El New York City Hall és la seu del govern de New York. És situat al barri de Lower Manhattan, entre Broadway, Park Row, i Chambers Street. A l'edifici hi ha els despatxos del batlle de la ciutat (la majoria de les agències municipals estan tanmateix concentrades al Manhattan Municipal Building), així com les dependències del New York City Council. L'edifici, situat al City Hall Park és l'ajuntament més vell dels Estats Units en protegir encara els organismes municipals oficials. Construït de 1803 a 1812, el New York City Hall és un Nacional Historic Landmark. La seva rotonda forma part també dels llocs emblemàtics de la ciutat de New York.